# إدواردو بونومي
إدواردو بونومي (من مواليد 14 أكتوبر 1948، في مونتيفيديو) هو سياسي من أوروغواي من حركة المشاركة الشعبية - الجبهة العريضة. شغل منصب وزير العمل والرعاية الاجتماعية من 2005 إلى 2009، ووزير الداخلية من 2010 إلى 2020. منذ 15 فبراير 2020 شغل منصب عضو مجلس الشيوخ عن الجمهورية.